# Alain Connes

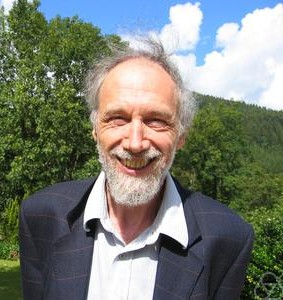
Alain Connes 2004

Alain Connes (Draguignan, 1 april 1947) is een Franse wiskundige. Hij is thans hoogleraar aan het Collège de France, de IHES en de Vanderbilt Universiteit.

## Biografie
Alain Connes is een voormalig student van het Thiers-Lyceum en de École normale supérieure (1966-1970), waar hij in 1973 onder begeleiding van Jacques Dixmier promoveerde.

## Werk
Connes is een van de toonaangevende specialisten op het gebied van operator-algebra's. In zijn vroege werk over von Neumann-algebra's slaagde hij er in jaren '70 een bijna volledige classificatie van injectieve factoren op te stellen. Hieropvolgend leverde hij bijdragen aan de operator K-theorie en de index theorie. Deze bijdragen culmineerden in het vermoeden van Baum-Connes. In het begin van de jaren '80 introduceerde hij de cyclische homologieën als een eerste stap in de studie van de niet-commutative differentiaalmeetkunde.
Connes heeft zijn werk toegepast in deelgebieden van de wiskunde en theoretische natuurkunde, zoals de getaltheorie, de differentiaalmeetkunde en deeltjesfysica.

## Prijzen en onderscheidingen
Connes werd in 1982 bekroond met de Fields Medal, in 2001 met de Crafoord-prijs en in 2004 met de gouden medaille van de CNRS. Hij is lid van de Franse Academie van Wetenschappen en van verscheidene buitenlandse academies en genootschappen, met inbegrip van de Deense Academie van Wetenschappen, de Noorse Academie van Wetenschappen, de Russische Academie van Wetenschappen en de US National Academy of Sciences.